# Слау
Слау (енгл. Slough) је град у Уједињеном Краљевству у Енглеској. Према процени из 2007. у граду је живело 137.982 становника.

## Становништво
Према процени, у граду је 2008. живело 137.982 становника.
| 1981.   | 1991.   | 2001.   |
| ------- | ------- | ------- |
| 106,341 | 110,708 | 126,276 |